# Prelog (priimek)
Prelog je priimek več slovenskih osebnosti:
- Drago J. Prelog (Drago/Karl Julius Prelog) (1939—2020), avstrijski slikar slovenskega rodu na Dunaju
- Ervin Prelog (1921—1987), inženir strojništva, statik, univ. profesor (FS, nato FAGG), rektor UL
- Franček Prelog (1922—1943), pesnik, pisatelj
- Hana Prelog, judoistka
- Janez Prelog (1924—2001), elektroenergetik
- Jože Prelog (*1934), pedagog
- Karel Prelog (1886—1943), veletrgovec
- Lucijan Prelog, oblikovalec, slikar in glasbenik
- Maja Prelog (Maja Doroteja Prelog), vizualna umetnica; filmska režiserka in scenaristka
- Marija Prelog (*1954), slovenska slikarka in ilustratorka
- Matija Prelog (1813—1872), slovenski rodoljub, zdravnik, časnikar, publicist
- Marjan Prelog (1947—2013), alpinist
- Matej Prelog (*1980), slovenski veslač
- Mirko Prelog, glasbenik
- Silvo Prelog (*1932), prosvetni delavec, amaterski slikar in likovni organizator

tuji nosilci:
- Milan Prelog (1919—1988), hrvaški umetnostni zgodovinar
- Petar Prelog (*1972), hrvaški umetnostni zgodovinar
- Vladimir Prelog (1906—1998), švicarski kemik hrvaškega (delno slov.) rodu, nobelovec